# Петер Нільсен
Петер Нільсен (дан. Peter Nielsen, нар. 3 червня 1968, Копенгаген) — данський футболіст, що грав на позиції центрального/опорного півзахисника. По завершенні ігрової кар'єри — тренер.
Виступав, зокрема, за клуб «Боруссія» (Менхенгладбах), а також національну збірну Данії, у складі якої — чемпіон Європи 1992 року.

## Клубна кар'єра
У дорослому футболі дебютував 1987 року виступами за команду клубу «Фремад Амагер», в якій провів два сезони. Протягом 1989—1992 років захищав кольори команди клубу «Люнгбю».
Своєю грою за останню команду привернув увагу представників тренерського штабу німецької «Боруссія» (Менхенгладбах), до складу якого приєднався 1992 року. Відіграв за менхенгладбаський клуб наступні чотири сезони своєї ігрової кар'єри. Більшість часу, проведеного у складі «Боруссії», був основним гравцем команди. 1995 року допоміг команді здобути Кубок Німеччини.
Згодом з 1996 по 1999 рік грав на батьківщині за «Копенгаген», після чого ще на три сезони повертався до «Боруссії» (Менхенгладбах).
Завершив професійну ігрову кар'єру у клубі «Копенгаген», у складі якого вже виступав раніше. Прийшов до команди 2002 року, захищав її кольори до припинення виступів на професійному рівні у 2004.

## Виступи за збірну
1992 року дебютував в офіційних матчах у складі національної збірної Данії. Того ж року був включений до заявки данців на чемпіонат Європи у Швеції, де вони здобули титул континентальних чемпіонів, утім Петер Нільсен залишався резервним гравцем і на поле не виходив.
Загалом протягом кар'єри у національній команді, яка тривала 11 років, провів у формі головної команди країни лише 10 матчів, забивши 1 гол.

## Кар'єра тренера
Розпочав тренерську кар'єру відразу ж по завершенні кар'єри гравця, 2004 року, увійшовши до тренерського штабу клубу «Б 93». Згодом працював з молодіжною командою клубу КБ, а також був асистентом головного тренера у «Копенгагені».

## Титули і досягнення
- Володар Кубка Данії: 1990, 2004
- Чемпіон Данії: 1992, 2003, 2004
- Володар Кубка Німеччини: 1995

Збірні
- Чемпіон Європи: 1992